# Barbenan
Der Barbenan ist ein Fluss in Frankreich, der im Département Allier in der Region Auvergne-Rhône-Alpes verläuft. Er entspringt in den Monts de la Madeleine, beim Weiler Les Hormières, im Gemeindegebiet von Saint-Nicolas-des-Biefs, entwässert generell in nördlicher Richtung und mündet nach rund 27 Kilometern im Gemeindegebiet von Le Breuil als rechter Nebenfluss in die Besbre.

## Orte am Fluss
- Arfeuilles
- Châtelus